# گامت

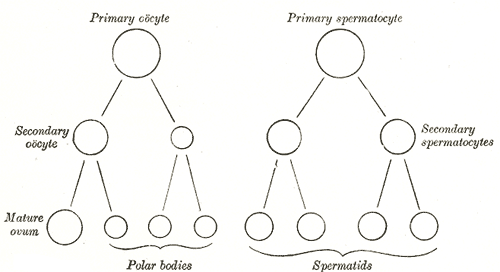
گامت‌های حاصل از تقسیم میوز

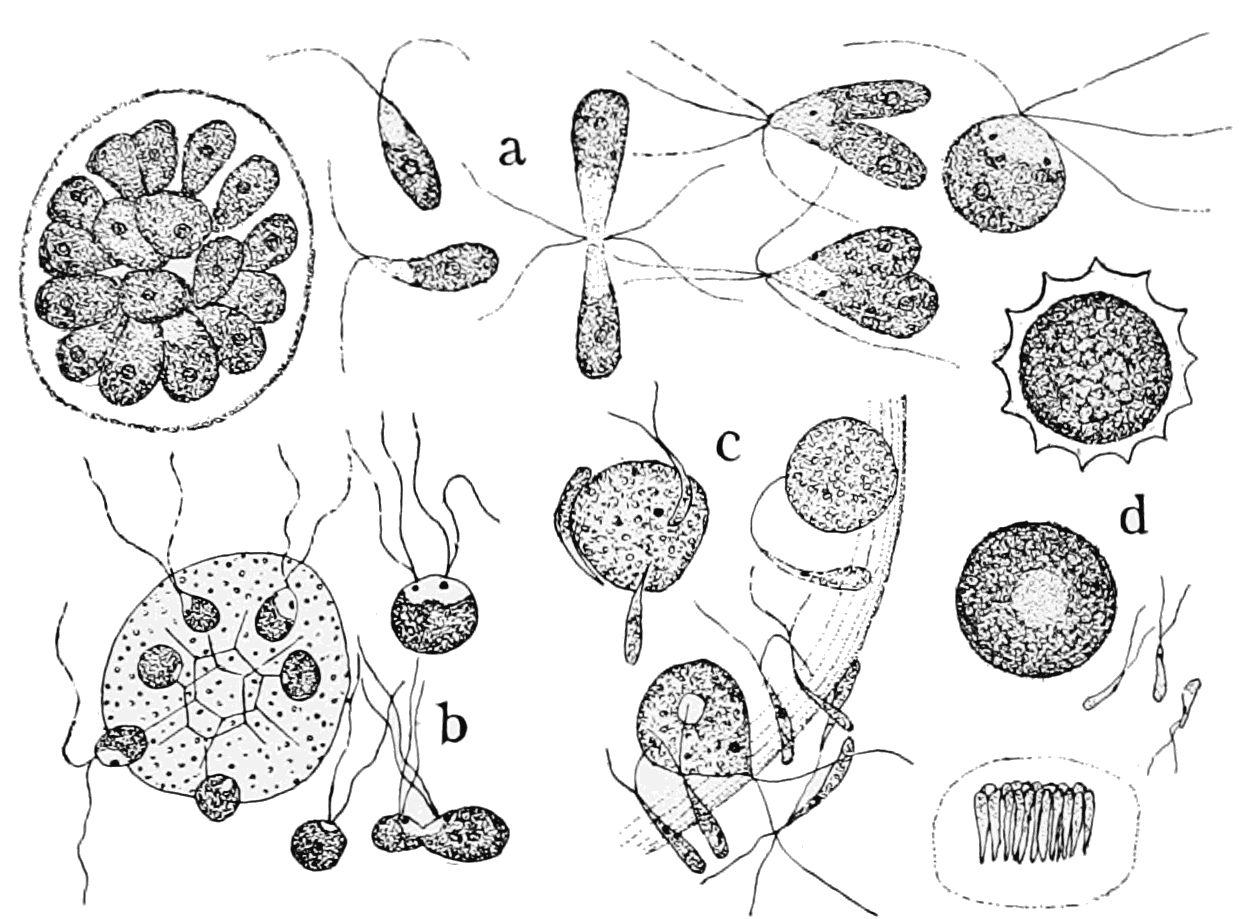
تصویر گامت مربوط به یک جاندار

گامِت (به انگلیسی: Gamete) یک سلول تخصص‌یافته است که مسئول تولید مثل جنسی می‌باشد. گامت‌ها معمولاً حاوی نصف کروموزوم جانداری که از آن ایجاد شده‌اند، هستند. به زبان دیگر، نصف مادهٔ ژنتیکی مورد نیاز برای شکل‌دهی و ایجاد یک جاندار کامل را دارند (اصطلاحاً هاپلوئید هستند). گامت‌ها از طریق تقسیم هسته‌ای میوز ایجاد می‌شوند، به این ترتیب که سلول‌های جنسی دو بار شکافته می‌شوند و در جنس نر چهار گامت نر ایجاد می‌شود و در جنس ماده سه یاخته و یک گامت ماده. در فرآیند لقاح، گامت‌های نر و ماده با یکدیگر در می‌آمیزند و سلول بنیادی و دیپلوئید تخم یا زیگوت را به وجود می‌آورند که هر دو مجموعهٔ کروموزومی را دارد. در انسان، گامت نر را  اسپرم و گامت ماده را تخمک می‌نامند و گامت‌های طبیعی انسان حاوی بیست و سه کروموزوم هستند.
در بعضی از گونه‌ها، دو نوع گامت متفاوت از نظر ریخت ظاهری با یکدیگر در می‌آمیزند، و هر فرد فقط یک نقش را ایفا می‌کند، گامت ماده سلولی است که حجم بیشتری دارد و به آن تخمک گفته می‌شود، در حالی که گامت کوچک‌تر مربوط به جنس نر می‌باشد و اسپرم نام دارد. در انسان، حجم گامت ماده حدود ۱۰۰٬۰۰۰ برابر بزرگ‌تر از حجم گامت نر است. اما در همهٔ جانداران، این دو گامت از دو جنس متقابل با یکدیگر تفاوت حجم ندارند. مدل لقاح ایزوگامی، به حالتی گفته می‌شود که هر دو کامهٔ نر و ماده یک اندازه و یک شکل هستند و نقش‌های دلخواهی در نوع لقاحشان می‌توانند ایفا کنند. کامه نیمی از اطلاعات ژنتیکی یک فرد (یک مجموعه کروموزومی از هر جنس) را حمل می‌کند. نتیجهٔ لقاح و در هم‌آمیزی دو گامت نر (اسپرم) و گامت ماده (تخمک) در شرایط طبیعی و در انسان، سلولی به نام تخم می‌باشد که دیپلوئید است؛ یعنی مانند سلول‌های طبیعی انسان ۴۶ کروموزوم دارد که ۲۳ تای آن‌ها مال پدر و ۲۳ تای دیگر مال مادر است.